# سیاه‌دول
سیاه‌دول، روستایی از توابع بخش مرکزی شهرستان ماسال در استان گیلان ایران است.امامزاده سیاه دول در بخش شرقی این روستا واقع است.

## جمعیت
این روستا در دهستان ماسال قرار دارد و براساس سرشماری مرکز آمار ایران در سال ۱۳۸۵، جمعیت آن ۲۳۲ نفر (۵۶خانوار) بوده‌است.والان در سال 97 450 نفر است.